# Llengües d'Europa

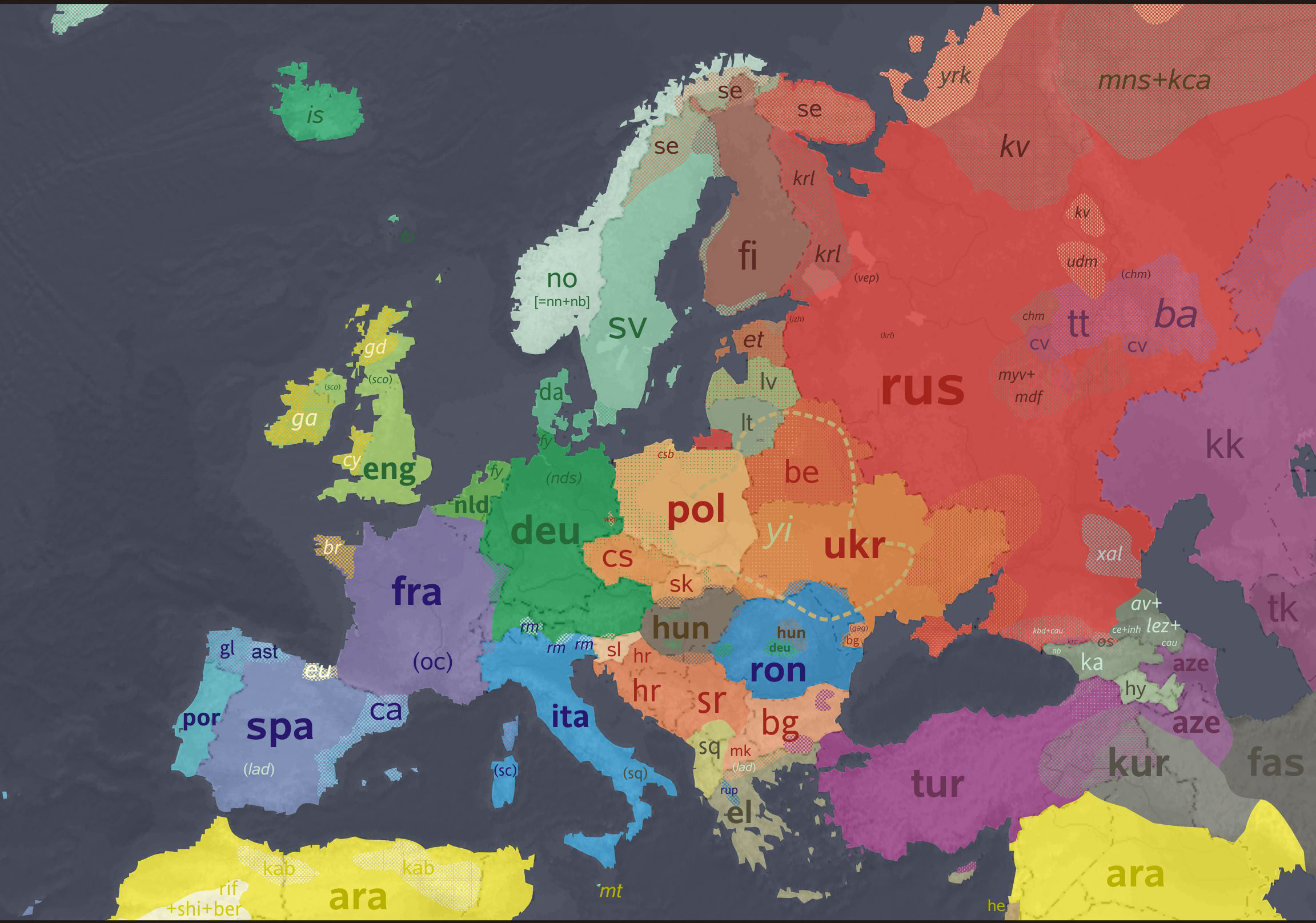
Mapa de les llengües d'Europa

Les llengües d'Europa són els idiomes parlats diàriament per les diferents comunitats establertes de manera permanent en el continent cultural i geogràfic europeu. L'estudi d'aquestes, el seu desenvolupament històric, els seus condicionants sociolingüístics i altres aspectes constitueixen en si mateix un camp de coneixement anomenat eurolingüística.2019
La gran majoria de les llengües europees es troben emparentades filogenèticament entre si, formant part de la família de llengües indoeuropees.
El Consell d'Europa, organització internacional que agrupa tots els estats europeus excepte Belarús, estimula la promoció de totes les llengües europees amb especial protecció de les llengües minoritàries o regionals, a través del tractat internacional denominat Carta Europea de les Llengües Regionals o Minoritàries. En aquesta, els estats que l'han ratificat defineixen els idiomes que es comprometen a protegir i en quin grau estan disposats a fer-ho.2019
És la regió continental habitada on menys llengües hi ha del món. Açò és a causa de les normalitzacions de les llengües amb establiments antics de les gramàtiques i les minoritzacions de llengües planificades pels estats.

## Classificació per famílies lingüístiques
Les llengües europees autòctones encara parlades en l'actualitat pertanyen a vuit famílies lingüístiques diferents (sent una d'elles el basc, llengua aïllada). Les dues principals famílies són les llengües indoeuropees i les llengües uralianes, seguides de les tres famílies de llengües caucàsiques i, a molta més distància, la resta.
Convé assenyalar que en l'Europa preromana es conjectura que hi havia altres llengües no indoeuropees. Aquestes, però, estan poc documentades i la seva classificació és dubtosa a causa d'aquesta escassetat de dades. La taula següent mostra les principals famílies de llengües.
| - Llengües dacoil·líries: - albanès - Llengua armènia: - armeni - Llengües bàltiques: - letó - lituà - Llengües celtes: - bretó - còrnic - gaèlic escocès - gaèlic irlandès - manx - gal·lès - Llengües eslaves: - belarús - búlgar - caixubi - txec - eslovac - eslovè - macedònic - polonès - rus - rutè - croat - bosnià - serbi - sòrab o sorbi o lusacià - ucraïnès - Llengües germàniques: - alt alemany o alemany - baix alemany - danès - escocès - feroès - frisó - anglès - islandès - luxemburguès - neerlandès - noruec - suec - ídix. - Llengües iràniques: - kurd - osseta - romaní - Llengües romàniques: - aragonès - asturlleonès (asturià o bable, lleonès, extremeny, càntabre o muntanyès i mirandès). - català o valencià - cors - espanyol o castellà - francès - francoprovençal - friülà - galaicoportuguès (gallec i portuguès) - italià - ladí - occità - romanx - romanès - sard - Llengua hel·lènica: - grec |

## Distribució de les llengües europees
| Llatí Ciríl·lic Grec | Llatí i ciríl·lic Grec i llatí |

En la següent taula es detallen les llengües i els llocs en els quals es parlen. Amb el teclat de l'encapçalament es pot modificar el seu ordre, organitzant-lo per famílies o per nombre de parlants nadius. Es detallen els estats europeus, encara que no en tots els casos s'aconsegueix determinar el nombre de parlants a Europa. Quan la referència indicava un ventall ampli de parlants s'ha pres una xifra intermèdia per poder establir les comparacions pertinents. Es consideren els idiomes diferents (amb excepció del serbocroat, en què es diferencien els glotònims jurídics), no els dialectes, encara que en alguns casos tinguin una arrel comuna i, per tant, mantinguin el nom comú (com per exemple el sòrab i l'alemany, que es diferencien en alts i baixos).
No es consideren els idiomes de territoris que estan fora del continent europeu que tenen administració dels diferents estats europeus. Entre aquests es troba el groenlandès (de la família de les llengües esquimoaleutianes) parlat a Groenlàndia i que pertany al Regne de Dinamarca, ja que geogràficament és del continent americà.
La llengua materna pot referir-se a diverses situacions i, per tant, cada individu pot tenir-ne diverses, com ocorre fonamentalment amb les llengües minoritzades (és a dir, les llengües la transmissió de les quals ha estat dificultada pels poders públics i per la cultura dominant, fent, en nombrosos casos, que hagin esdevingut llengües minoritàries). Per tant, el concepte de llengua materna, com va descriure Louise Dabène, professora de la Universitat Stendhal de Grenoble, fa referència a:
- La llengua de la mare.
- La primera adquirida.
- La llengua que es coneix millor. Aquesta associada a la valoració subjectiva de l'individu pel que fa a les llengües que coneix.
- La llengua adquirida de manera natural, és a dir, mitjançant la interacció amb l'entorn immediat, sense intervenció pedagògica i amb una activitat mínima, o sense, de reflexió lingüística conscient.

| F-L    | Idioma                                 | Estimació de llengua materna a Europa | Territoris on es parla, si és oficial o equivalent, en cursiva |
| ------ | -------------------------------------- | ------------------------------------- | --- |
| C - NO | Abkhaz                                 | 80.000                                | Geòrgia (Abkhàsia) i Turquia |
| I - Il | Albanès                                | 4.300.000                             | Albània, Kosovo, Macedònia del Nord, Sèrbia, Itàlia (sud i Sicília), Montenegro i Grècia (Epir) |
| I - G  | Alemany Alt Alemany                    | 100.000.000                           | Alemanya, Àustria, Suïssa (Appenzell Ausser-Rhoden, Appenzell Inner-Rhoden, Argòvia, Basilea-ciutat, Basilea-camp, Berna, Friburg, Glarus, Grisons, Lucerna, Schaffhausen, Nidwalden, Obwalden, Schwyz, Solothurn, Sankt Gallen, Turgòvia, Uri, Valais, Zug i Zuric), Luxemburg, Liechtenstein, Itàlia (Tirol del Sud), Dinamarca (Jutlàndia), França (Alsàcia i Lorena), Bèlgica (Lieja), Eslovàquia, Hongria, Romania i Ucraïna |
| I - G  | Alemany Baix alemany                   | 7.000.000                             | Alemanya (Bremen, Hamburg, Mecklemburg-Pomerània Occidental, Baixa Saxònia, Schleswig-Holstein Saxònia-Anhalt, Brandenburg i Renània), Països Baixos (província de Frísia), Polònia, Eslovàquia, Dinamarca |
| I - R  | Aragonès                               | 10.000                                | Espanya (nord d'Aragó) |
| Af - S | Arameu                                 | 1.000.000                             | Armènia, Geòrgia, Rússia i Turquia |
| I - A  | Armeni                                 | 5.000.000                             | Armènia, Rússia, França, Geòrgia, Grècia, Polònia, Turquia i Ucraïna |
| I - R  | Asturlleonès                           | 165.000                               | Espanya (Astúries, Lleó, Zamora, Salamanca, Càceres i Cantàbria), Portugal (Miranda do Douro) |
| Al - T | Azerí                                  | 5.500.000                             | Azerbaidjan, Geòrgia, Rússia, Turquia i Ucraïna |
| Al - T | Baixkir                                | 1.000.000                             | Federació Russa (Baixkortostan) |
| C - NE | Batsi                                  | 3.400                                 | Geòrgia |
| I - E  | Belarús                                | 9.000.000                             | Belarús |
| I - E  | Bosnià                                 | 2.500.000                             | Bòsnia i Hercegovina, Sèrbia i Montenegro |
| I - C  | Bretó                                  | 300.000                               | França (Bretanya) |
| I - E  | Búlgar                                 | 10.000.000                            | Bulgària, Eslovàquia, Romania, Sèrbia |
| I - E  | Caixubi                                | 3.000                                 | Polònia (Vístula, Gdańsk i Gdynia) |
| Al - M | Calmuc                                 | 160.000                               | Federació Russa (Calmúquia) |
| U - U  | Carelià                                | 140.000                               | Finlàndia (Carèlia), Federació Russa (República de Carèlia i Óblast de Leningrad) |
| I - R  | Català                                 | 9.400.000                             | Espanya (Catalunya, País Valencià, Illes Balears, Aragó i Múrcia), Andorra, França (Pirineus Orientals) i Itàlia (l'Alguer) |
| C - NE | Txetxè                                 | 1.330.000                             | Federació Russa (Txetxènia, Daguestan) |
| I - E  | Txec                                   | 10.000.000                            | República Txeca, Eslovàquia, Romania, Àustria (Viena) |
| C - NO | Txerkès Kabardí                        | 900.000                               | Federació Russa (Kabardino-Balkària), Geòrgia i Turquia |
| C - NO | Txerkès Adigué                         | 450.000                               | Federació Russa (Adiguèsia) |
| Al - T | Txuvaix                                | 1.330.000                             | Federació Russa (Txuvàixia) |
| I - C  | Còrnic                                 | 3.500                                 | Cornualla (Gran Bretanya) |
| I - R  | Cors                                   | 100.000                               | França (Còrsega) i Itàlia (Sardenya) |
| I - E  | Croat                                  | 7.000.000                             | Croàcia, Bòsnia i Hercegovina, Àustria (Burgenland) Alemanya, Eslovàquia, Hongria, Romania i Sèrbia |
| C - NE | Daguestaneses                          | 1.400.000                             | Federació Russa (Daguestan), Azerbaidjan i Geòrgia |
| C - NE | Daguestanès Agul                       | 12.000                                | Federació Russa (Daguestan) |
| C - NE | Daguestanès Akhvakh                    | 5.000                                 | Federació Russa (Daguestan) |
| C - NE | Daguestanès Andi                       | 40.000                                | Federació Russa (Daguestan) |
| C - NE | Daguestanès Artxi                      | 1.000                                 | Federació Russa (Daguestan) |
| C - NE | Daguestanès Àvar                       | 483.000                               | Federació Russa (Daguestan) |
| C - NE | Daguestanès Bagval                     | 4.000                                 | Federació Russa (Daguestan) |
| C - NE | Daguestanès Bezthi                     | 2.500                                 | Federació Russa (Daguestan) |
| C - NE | Daguestanès Botlij                     | 3.000                                 | Federació Russa (Daguestan) |
| C - NE | Daguestanès Budukh                     | 1.000                                 | Azerbaidjan |
| C - NE | Daguestanès Txamalal                   | 4.000                                 | Federació Russa (Daguestan) |
| C - NE | Daguestanès Darguà                     | 280.000                               | Federació Russa (Daguestan) |
| C - NE | Daguestanès Ginukh                     | 350                                   | Federació Russa (Daguestan) |
| C - NE | Daguestanès Godoberi                   | 2.500                                 | Federació Russa (Daguestan) |
| C - NE | Daguestanès Gunzib                     | 600                                   | Federació Russa (Daguestan) |
| C - NE | Daguestanès Khinalugh                  | 1.500                                 | Azerbaidjan |
| C - NE | Daguestanès Khvarsa                    | 2.000                                 | Federació Russa (Daguestan) |
| C - NE | Daguestanès Karata                     | 6.000                                 | Federació Russa (Daguestan) |
| C - NE | Daguestanès Krytsi                     | 6.000                                 | Azerbaidjan i Federació Russa (Daguestan) |
| C - NE | Daguestanès Lak                        | 100.000                               | Federació Russa (Daguestan) |
| C - NE | Daguestanès Lesguià                    | 383.000                               | Federació Russa (Daguestan) |
| C - NE | Daguestanès Rútul                      | 15.000                                | Federació Russa (Daguestan) |
| C - NE | Daguestanès Tabassaran                 | 75.000                                | Federació Russa (Daguestan) |
| C - NE | Daguestanès Tindi                      | 5.000                                 | Federació Russa (Daguestan) |
| C - NE | Daguestanès Tsakhur                    | 11.000                                | Federació Russa (Daguestan) |
| C - NE | Daguestanès Tsez                       | 7.000                                 | Federació Russa (Daguestan) |
| C - NE | Daguestanès Udin                       | 3.500                                 | Azerbaidjan i Geòrgia |
| I - G  | Danès                                  | 5.500.000                             | Dinamarca, Alemanya (Schleswig-Holstein) |
| I - G  | Escocès                                | 1.500.000                             | Regne Unit (Escòcia i Irlanda del Nord) |
| I - E  | Eslovac                                | 5.000.000                             | Eslovàquia, República Txeca, Hongria, Sèrbia i Ucraïna |
| I - E  | Eslovè                                 | 2.200.000                             | Eslovènia, Àustria (Caríntia, Estíria), Itàlia (Gorizia i Trieste) i Hongria |
| I - R  | Espanyol                               | 39.000.000                            | Espanya, Andorra i Regne Unit (Gibraltar) |
| U - U  | Estonià                                | 1.100.000                             | Estònia |
| A      | Èuscar                                 | 500.000                               | Espanya (CA País Basc i CF Navarra) i França (País Basc del Nord) |
| I - G  | Feroès                                 | 46.000                                | Dinamarca (Illes Fèroe) |
| U - U  | Finès                                  | 5.500.000                             | Finlàndia, Suècia i Noruega |
| U - U  | Finés meänkieli                        | 150.000                               | Suècia |
| I - R  | Francès                                | 60.000.000                            | França, Bèlgica (Valònia i Brussel·les), Suïssa (Berna, Friburg, Ginebra, Grisons, Jura, Neuchâtel, Valais, Vaud), Luxemburg, Andorra, Mònaco, Itàlia (vall d'Aosta) |
| I - R  | Francoprovençal                        | 77.000                                | Itàlia (vall d'Aosta) i França (Alta Savoia, Savoia, Franc Comtat, Charolais, Beaujolais, Bugey, Delfinat, Forez, Mâconès, Bresse, Lionès, Dombes i Borgonya), Suïssa (Ginebra, Vaud, Neuchâtel i Jura) |
| I - G  | Frisó                                  | 500.000                               | Alemanya (Schleswig-Holstein i Baixa Saxònia) Països Baixos (Província de Frísia) |
| I - R  | Friülà                                 | 600.000                               | Itàlia (Friül - Venècia Júlia) |
| I - C  | Gaèlic                                 | 322.000                               | |
| I - C  | Gaèlic Escocès                         | 60.000                                | Regne Unit (Escòcia) |
| I - C  | Gaèlic Irlandès                        | 355.000                               | Irlanda, Regne Unit (Irlanda del Nord) |
| I - C  | Gaèlic Manx                            | 2.000                                 | Illa de Man (Dependència de la corona britànica) |
| Al - T | Gagaús                                 | 150.000                               | República de Moldàvia (Gagaúsia), Ucraïna, Romania, Bulgària, Grècia i Kazakhstan |
| I - R  | Galaicoportuguès                       | 14.500.000                            | |
| I - R  | Galaicoportuguès Portuguès             | 12.000.000                            | Portugal |
| I - R  | Galaicoportuguès Gallec                | 2.500.000                             | Espanya (Galícia) |
| I - C  | Gal·lès                                | 600.000                               | Gal·les i Anglaterra |
| C - S  | Georgià                                | 4.100.000                             | Geòrgia, Turquia, Rússia |
| I - H  | Grec                                   | 12.000.000                            | Grècia, Rep. Xipre, Itàlia (Grècia Salentina), Albània (Gjirokastër, Vlorë, Përmet, Kolonjë i Korçë), Romania i Ucraïna (Crimea) |
| U - U  | Hongarès                               | 13.000.000                            | Hongria, Sèrbia (Vojvodina), Eslovàquia, Àustria (Burgenland i Viena), Eslovènia (Prekmurje), Romania (Transsilvània) i Ucraïna |
| I - G  | Anglès                                 | 61.000.000                            | Regne Unit, Irlanda i República de Malta |
| C - NE | Ingúix                                 | 230.000                               | Federació Russa (Ingúixia i Txetxènia) |
| I - G  | Islandès                               | 300.000                               | Islàndia |
| I - R  | Italià                                 | 58.000.000                            | Itàlia, Suïssa (Ticino i Grisons), San Marino, Vaticà, República de Malta, Eslovènia (Capodistria-Koper, Isola d'Istria-Izola i Pirano-Piran), Croàcia (Comtat d'Ístria) i Romania |
| Al - T | Karatxai-balkar                        | 300.000                               | Federació Russa (Kabardino-Balkària i Karatxai-Txerkèssia) |
| Al - T | Kazakh                                 | 8.000.000                             | Kazakhstan, Turquia, Ucraïna, Rússia |
| U - U  | Komi                                   | 350.000                               | Federació Russa (Komi) |
| I - Ir | Kurd                                   | 16.000.000                            | Turquia i Armènia |
| I - R  | Ladí                                   | 38.000                                | Itàlia (Trentí-Tirol del Sud) |
| I - B  | Letó                                   | 2.500.000                             | Letònia |
| I - B  | Lituà                                  | 4.000.000                             | Lituània |
| U - U  | Livonià                                | 10                                    | en extinció a Letònia i Estònia |
| I - G  | Luxemburguès                           | 300.000                               | Luxemburg, Bèlgica, França i Alemanya |
| I - E  | Macedònic                              | 2.000.000                             | Macedònia del Nord, Albània, Bulgària, Sèrbia i Romania |
| Af - S | Maltès                                 | 330.000                               | República de Malta |
| U - U  | Mari                                   | 600.000                               | Federació Russa (Mari-El) |
| U - U  | Mordovià                               | 850.000                               | Federació Russa (Mordòvia) |
| U - U  | Nenets                                 | 33.000                                | Federació Russa (Nenètsia, Komi) |
| I - G  | Neerlandès                             | 22.000.000                            | Països Baixos, Bèlgica (Flandes i Brussel·les) i França (Districte de Dunkerque) |
| I - G  | Noruec                                 | 5.000.000                             | Noruega |
| I - R  | Occità                                 | 1.900.000                             | França (Gascunya, Guiena, Llemosí, Alvèrnia, Delfinat, Provença i Llenguadoc), Espanya (Vall d'Aran), Itàlia (Valls Occitanes) i Mònaco |
| I - Ir | Osseta                                 | 500.000                               | Federació Russa (Ossètia del Nord - Alània), Geòrgia (Ossètia del Sud) |
| I - E  | Polonès                                | 50.000.000                            | Polònia, Ucraïna, República Txeca (Moràvia-Silèsia), Eslovàquia i Romania |
| I - R  | Romanx                                 | 35.000                                | Suïssa (Grisons) |
| I - Ir | Romaní                                 | 4.300.000                             | "sense territori": llengua del poble gitano molt distribuït arreu d'Europa |
| I - Ir | Romaní vàlac                           | 1.500.000                             | "sense territori": a Albània, Bòsnia i Hercegovina, Bulgària, França, Alemanya, Grècia, Hongria, Itàlia, República de Moldàvia, Rússia, Romania, Eslovàquia, Suècia, Ucraïna, Regne Unit, Països Baixos, Noruega, Polònia i Portugal |
| I - Ir | Romaní balcànic                        | 1.000.000                             | "sense territori": a Bòsnia i Hercegovina, Croàcia, Sèrbia, Macedònia del Nord, Kosovo, Bulgària, França, Alemany, Grècia, Hongria, Itàlia, República de Moldàvia, Romania, Turquia i Ucraïna |
| I - Ir | Romaní central                         | ?                                     | "sense territori": a Hongria, Polònia, Eslovàquia, Ucraïna, Romania, Sèrbia, Moràvia, República Txeca i Àustria |
| I - Ir | Romaní septentrional-bàltic            | 850.000                               | "sense territori": a Polònia, Belarús, Estònia, Letònia, Lituània, Rússia i Ucraïna |
| I - Ir | Romaní septentrional-càrpat            | 241.000                               | "sense territori": a la República Txeca, Eslovàquia, Moràvia, Hongria, Polònia, Romania, Ucraïna |
| I - Ir | Romaní septentrional-kalo-finès        | 8.000                                 | "sense territori": a Finlàndia i Suècia |
| I - Ir | Romaní septentrional-sinte             | 200.000                               | "sense territori": a Kosovo, Sèrbia, Àustria, Croàcia, República Txeca, França, Alemanya, Hongria, Itàlia, Kazakhstan, Països Baixos, Polònia, Eslovènia i Suïssa |
| I - Ir | Romaní septentrional-gal·lès           | ?                                     | "sense territori": a Regne Unit |
| I - Ir | Romaní septentrional-anglosaxó         | 220.000                               | "sense territori": a Regne Unit |
| I - Ir | Romaní septentrional-ibèric-occidental | 120.000                               | "sense territori": a Espanya, França i Portugal |
| I - R  | Romanès                                | 24.000.000                            | Romania, República de Moldàvia, Hongria, Sèrbia i Ucraïna |
| I - E  | Rus                                    | 100.000.000                           | Federació Russa, Ucraïna, Belarús, República de Moldàvia ((Gagaúsia i Transnístria), Geòrgia, Romania, Kazakhstan |
| I - E  | Rutè                                   | 25.000                                | Croàcia, Eslovàquia, Romania, Sèrbia (Vojvodina) |
| U - U  | Sami                                   | 30.000                                | Finlàndia (Enontekyö, Inari i altres), Noruega (Finnmark), Suècia (Kiruna, Gällivare i Lappland) i Rússia (península de Kola) |
| I - R  | Sard                                   | 1.600.000                             | Itàlia (Sardenya) |
| I - E  | Serbi                                  | 11.000.000                            | Sèrbia, Montenegro, Bòsnia i Hercegovina, Macedònia del Nord, Kosovo |
| I - E  | Sòrab                                  | 70.000                                | Alemanya (Brandenburg i Saxònia) |
| I - E  | Sòrab Alt sòrab                        | 55.000                                | Alemanya (Saxònia) |
| I - E  | Sòrab Baix sòrab                       | 15.000                                | Alemanya (Brandenburg) |
| I - G  | Suec                                   | 9.000.000                             | Suècia i Finlàndia |
| Al - T | Tàtar                                  | 8.000.000                             | Federació Russa (Tatarstan), Romania, Ucraïna (Crimea) i Turquia |
| Al - T | Turc                                   | 80.000.000                            | Turquia, República Turca de Xipre del Nord, Romania, Azerbaidjan, Bulgària, Macedònia del Nord, Kosovo, Grècia |
| I - E  | Ucraïnès                               | 34.000.000                            | Ucraïna, República de Moldàvia (Transnístria), Croàcia, Eslovàquia, Romania, Sèrbia |
| U - U  | Udmurt                                 | 550.000                               | Federació Russa (Udmúrtia) |
| U - U  | Vepse                                  | 5.800                                 | Federació Russa (República de Carèlia, Sant Petersburg i Óblast de Vologda) |
| I - G  | Ídix                                   | 3.000.000                             | "sense territori": als Països Baixos, Romania, Suècia i Ucraïna |
| C - S  | Zanuri                                 | 700.000                               | Geòrgia i Turquia |

## Rànquing d'idiomes per parlants
Els idiomes estan qualificats amb 9 categories segon el seu nombre de parlants la categoria 9 corres pont en aquells idiomes que tenen poc parlats i que necessiten més protecció mentre que la categoria 1 són els idiomes que tenen més parlants i necessita menys protecció. La categoria 1 són aquells idiomes que tenen més de 25.000.000 parlants mentre que la categoria 2 són aquells idiomes que tenen des del 10.000.000 fins als 25.000.000 parlants pel que fa a la categoria 3 són aquells idiomes que tenen des del 5.000.000 fins als 10.000.000 parlats la categoria 4 són aquells idiomes que tenen des de l'1.000.000 fins als 5.000.000 parlants la categoria 5 són aquells idiomes que tenen des de 200.000 fins als 1.000.000 parlants la categoria 6 són aquells idiomes que tenen de 75.000 fins a 200.000 parlants la caragira 7 són aquells idiomes que tenen entre 10.000 i 75.000 parlants la categoria 8 són aquells idiomes que tenen entre 1.000 i 10.000 parlats i a categoria 9 són aquells idiomes que tenen menys de 10.000 parlats.
|             | Categories de les llengües | Posició                         | Idioma              | Estimació de llengua materna a Europa | Territoris on es parla, si és oficial o equivalent, en cursiva |
| ----------- | -------------------------- | ------------------------------- | ------------------- | --- | --- |
|             | Categoria 1                | 1                               | Alemany Alt Alemany | 100.000.000 | Alemanya, Àustria, Suïssa (Appenzell Ausser-Rhoden, Appenzell Inner-Rhoden, Argòvia, Basilea-ciutat, Basilea-camp, Berna, Friburg, Glarus, Grisons, Lucerna, Schaffhausen, Nidwalden, Obwalden, Schwyz, Solothurn, Sankt Gallen, Turgòvia, Uri, Valais, Zug i Zuric), Luxemburg, Liechtenstein, Itàlia (Tirol del Sud), Dinamarca (Jutlàndia), França (Alsàcia i Lorena), Bèlgica (Lieja), Eslovàquia, Hongria, Romania i Ucraïna |
| 2           | Categoria 1                | Rus                             | 100.000.000         | Federació Russa, Ucraïna, Belarús, República de Moldàvia ((Gagaúsia i Transnístria), Geòrgia, Romania, Kazakhstan | |
| 3           | Categoria 1                | Turc                            | 80.000.000          | Turquia, República Turca de Xipre del Nord, Romania, Azerbaidjan, Bulgària, Macedònia del Nord, Kosovo, Grècia | |
| 4           | Categoria 1                | Anglès                          | 61.000.000          | Regne Unit, Irlanda i República de Malta | |
| 5           | Categoria 1                | Francès                         | 60.000.000          | França, Bèlgica (Valònia i Brussel·les), Suïssa (Berna, Friburg, Ginebra, Grisons, Jura, Neuchâtel, Valais, Vaud), Luxemburg, Andorra, Mònaco, Itàlia (vall d'Aosta)                                                                 | |
| 6           | Categoria 1                | Italià                          | 58.000.000          | Itàlia, Suïssa (Ticino i Grisons), San Marino, Vaticà, República de Malta, Eslovènia (Capodistria-Koper, Isola d'Istria-Izola i Pirano-Piran), Croàcia (Comtat d'Ístria) i Romania                                                   | |
| 7           | Categoria 1                | Polonès                         | 50.000.000          | Polònia, Ucraïna, República Txeca (Moràvia-Silèsia), Eslovàquia i Romania | |
| 8           | Categoria 1                | Espanyol                        | 39.000.000          | Espanya, Andorra i Regne Unit (Gibraltar) | |
| 9           | Categoria 1                | Ucraïnès                        | 34.000.000          | Ucraïna, República de Moldàvia (Transnístria), Croàcia, Eslovàquia, Romania, Sèrbia | |
|             | Categoria 2                | 10                              | Romanès             | 24.000.000 | Romania, República de Moldàvia, Hongria, Sèrbia i Ucraïna |
| 11          | Categoria 2                | Neerlandès                      | 22.000.000          | Països Baixos, Bèlgica (Flandes i Brussel·les) i França (Districte de Dunkerque) | |
| 12          | Categoria 2                | Kurd                            | 16.000.000          | Turquia i Armènia | |
| 13          | Categoria 2                | Galaicoportuguès                | 14.500.000          | | |
| 14          | Categoria 2                | Hongarès                        | 13.000.000          | Hongria, Sèrbia (Vojvodina), Eslovàquia, Àustria (Burgenland i Viena), Eslovènia (Prekmurje), Romania (Transsilvània) i Ucraïna | |
| 15          | Categoria 2                | Galaicoportuguès Portuguès      | 12.000.000          | Portugal | |
| 16          | Categoria 2                | Grec                            | 12.000.000          | Grècia, Rep. Xipre, Itàlia (Grècia Salentina), Albània (Gjirokastër, Vlorë, Përmet, Kolonjë i Korçë), Romania i Ucraïna (Crimea) | |
| 17          | Categoria 2                | Serbi                           | 11.000.000          | Sèrbia, Montenegro, Bòsnia i Hercegovina, Macedònia del Nord, Kosovo | |
| 18          | Categoria 2                | Búlgar                          | 10.000.000          | Bulgària, Eslovàquia, Romania, Sèrbia | |
| 19          | Categoria 2                | Txec                            | 10.000.000          | República Txeca, Eslovàquia, Romania, Àustria (Viena) | |
|             | Categoria 3                | 20                              | Català              | 9.400.000 | Espanya (Catalunya, País Valencià, Illes Balears, Aragó i Múrcia), Andorra, França (Pirineus Orientals) i Itàlia (l'Alguer) |
| 21          | Categoria 3                | Belarús                         | 9.000.000           | Belarús | |
| 22          | Categoria 3                | Suec                            | 9.000.000           | Suècia i Finlàndia | |
| 23          | Categoria 3                | Kazakh                          | 8.000.000           | Kazakhstan, Turquia, Ucraïna, Rússia | |
| 24          | Categoria 3                | Tàtar                           | 8.000.000           | Federació Russa (Tatarstan), Romania, Ucraïna (Crimea) i Turquia | |
| 25          | Categoria 3                | Alemany Baix alemany            | 7.000.000           | Alemanya (Bremen, Hamburg, Mecklemburg-Pomerània Occidental, Baixa Saxònia, Schleswig-Holstein Saxònia-Anhalt, Brandenburg i Renània), Països Baixos (província de Frísia), Polònia, Eslovàquia, Dinamarca                           | |
| 26          | Categoria 3                | Croat                           | 7.000.000           | Croàcia, Bòsnia i Hercegovina, Àustria (Burgenland) Alemanya, Eslovàquia, Hongria, Romania i Sèrbia | |
| 27          | Categoria 3                | Azerí                           | 5.500.000           | Azerbaidjan, Geòrgia, Rússia, Turquia i Ucraïna | |
| 28          | Categoria 3                | Danès                           | 5.500.000           | Dinamarca, Alemanya (Schleswig-Holstein) | |
| 29          | Categoria 3                | Finès                           | 5.500.000           | Finlàndia, Suècia i Noruega | |
| 30          | Categoria 3                | Armeni                          | 5.000.000           | Armènia, Rússia, França, Geòrgia, Grècia, Polònia, Turquia i Ucraïna | |
| 31          | Categoria 3                | Eslovac                         | 5.000.000           | Eslovàquia, República Txeca, Hongria, Sèrbia i Ucraïna | |
| 32          | Categoria 3                | Noruec                          | 5.000.000           | Noruega | |
| Categoria 4 | 33                         | Albanès                         | 4.300.000           | Albània, Kosovo, Macedònia del Nord, Sèrbia, Itàlia (sud i Sicília), Montenegro i Grècia (Epir) | |
| Categoria 4 | 34                         | Romaní                          | 4.300.000           | "sense territori": llengua del poble gitano molt distribuït arreu d'Europa | |
| Categoria 4 | 35                         | Georgià                         | 4.100.000           | Geòrgia, Turquia, Rússia | |
| Categoria 4 | 36                         | Lituà                           | 4.000.000           | Lituània | |
| Categoria 4 | 37                         | Ídix                            | 3.000.000           | "sense territori": als Països Baixos, Romania, Suècia i Ucraïna | |
| Categoria 4 | 38                         | Bosnià                          | 2.500.000           | Bòsnia i Hercegovina, Sèrbia i Montenegro | |
| Categoria 4 | 39                         | Gallec                          | 2.500.000           | Espanya (Galícia) | |
| Categoria 4 | 40                         | Letó                            | 2.500.000           | Letònia | |
| Categoria 4 | 41                         | Eslovè                          | 2.200.000           | Eslovènia, Àustria (Caríntia, Estíria), Itàlia (Gorizia i Trieste) i Hongria | |
| Categoria 4 | 42                         | Macedònic                       | 2.000.000           | Macedònia del Nord, Albània, Bulgària, Sèrbia i Romania | |
| Categoria 4 | 43                         | Occità                          | 1.900.000           | França (Gascunya, Guiena, Llemosí, Alvèrnia, Delfinat, Provença i Llenguadoc), Espanya (Vall d'Aran), Itàlia (Valls Occitanes) i Mònaco                                                                                              | |
| Categoria 4 | 44                         | Sard                            | 1.600.000           | Itàlia (Sardenya) | |
| Categoria 4 | 45                         | Escocès                         | 1.500.000           | Regne Unit (Escòcia i Irlanda del Nord) | |
| Categoria 4 | 46                         | Romaní vàlac                    | 1.500.000           | "sense territori": a Albània, Bòsnia i Hercegovina, Bulgària, França, Alemanya, Grècia, Hongria, Itàlia, República de Moldàvia, Rússia, Romania, Eslovàquia, Suècia, Ucraïna, Regne Unit, Països Baixos, Noruega, Polònia i Portugal | |
| Categoria 4 | 47                         | Txetxè                          | 1.330.000           | Federació Russa (Txetxènia, Daguestan) | |
| Categoria 4 | 48                         | Txuvaix                         | 1.330.000           | Federació Russa (Txuvàixia) | |
| Categoria 4 | 49                         | Estonià                         | 1.100.000           | Estònia | |
| Categoria 4 | 50                         | Arameu                          | 1.000.000           | Armènia, Geòrgia, Rússia i Turquia | |
| Categoria 4 | 51                         | Baixkir                         | 1.000.000           | Federació Russa (Baixkortostan) | |
| Categoria 4 | 52                         | balcànic                        | 1.000.000           | "sense territori": a Bòsnia i Hercegovina, Croàcia, Sèrbia, Macedònia del Nord, Kosovo, Bulgària, França, Alemany, Grècia, Hongria, Itàlia, República de Moldàvia, Romania, Turquia i Ucraïna                                        | |
|             | Categoria 5                | 53                              | Kabardí             | 900.000 | Federació Russa (Kabardino-Balkària), Geòrgia i Turquia |
| 54          | Categoria 5                | Mordovià                        | 850.000             | Federació Russa (Mordòvia) | |
| 55          | Categoria 5                | septentrional-bàltic            | 850.000             | "sense territori": a Polònia, Belarús, Estònia, Letònia, Lituània, Rússia i Ucraïna | |
| 56          | Categoria 5                | Zanuri                          | 700.000             | Geòrgia i Turquia | |
| 57          | Categoria 5                | Friülà                          | 600.000             | Itàlia (Friül - Venècia Júlia) | |
| 58          | Categoria 5                | Gal·lès                         | 600.000             | Gal·les i Anglaterra | |
| 59          | Categoria 5                | Mari                            | 600.000             | Federació Russa (Mari-El) | |
| 60          | Categoria 5                | Udmurt                          | 550.000             | Federació Russa (Udmúrtia) | |
| 61          | Categoria 5                | Èuscar                          | 500.000             | Espanya (CA País Basc i CF Navarra) i França (País Basc del Nord) | |
| 62          | Categoria 5                | Frisó                           | 500.000             | Alemanya (Schleswig-Holstein i Baixa Saxònia) Països Baixos (Província de Frísia) | |
| 63          | Categoria 5                | Osseta                          | 500.000             | Federació Russa (Ossètia del Nord - Alània), Geòrgia (Ossètia del Sud) | |
| 64          | Categoria 5                | Àvar                            | 483.000             | Federació Russa (Daguestan) | |
| 65          | Categoria 5                | Adigué                          | 450.000             | Federació Russa (Adiguèsia) | |
| 66          | Categoria 5                | Lesguià                         | 383.000             | Federació Russa (Daguestan) | |
| 67          | Categoria 5                | Irlandès                        | 355.000             | Irlanda, Regne Unit (Irlanda del Nord) | |
| 68          | Categoria 5                | Komi                            | 350.000             | Federació Russa (Komi) | |
| 69          | Categoria 5                | Maltès                          | 330.000             | República de Malta | |
| 70          | Categoria 5                | Gaèlic                          | 322.000             | | |
| 71          | Categoria 5                | Bretó                           | 300.000             | França (Bretanya) | |
| 72          | Categoria 5                | Islandès                        | 300.000             | Islàndia | |
| 73          | Categoria 5                | Karatxai-balkar                 | 300.000             | Federació Russa (Kabardino-Balkària i Karatxai-Txerkèssia) | |
| 74          | Categoria 5                | Luxemburguès                    | 300.000             | Luxemburg, Bèlgica, França i Alemanya | |
| 75          | Categoria 5                | Darguà                          | 280.000             | Federació Russa (Daguestan) | |
| 76          | Categoria 5                | septentrional-càrpat            | 241.000             | "sense territori": a la República Txeca, Eslovàquia, Moràvia, Hongria, Polònia, Romania, Ucraïna | |
| 77          | Categoria 5                | Ingúix                          | 230.000             | Federació Russa (Ingúixia i Txetxènia) | |
| 78          | Categoria 5                | septentrional-anglosaxó         | 220.000             | "sense territori": a Regne Unit | |
| 77          | Categoria 5                | septentrional-sinte             | 200.000             | "sense territori": a Kosovo, Sèrbia, Àustria, Croàcia, República Txeca, França, Alemanya, Hongria, Itàlia, Kazakhstan, Països Baixos, Polònia, Eslovènia i Suïssa                                                                    | |
| Categoria 6 | 78                         | Asturlleonès                    | 165.000             | Espanya (Astúries, Lleó, Zamora, Salamanca, Càceres i Cantàbria), Portugal (Miranda do Douro) | |
| Categoria 6 | 79                         | Calmuc                          | 160.000             | Federació Russa (Calmúquia) | |
| Categoria 6 | 80                         | meänkieli                       | 150.000             | Suècia | |
| Categoria 6 | 81                         | Gagaús                          | 150.000             | República de Moldàvia (Gagaúsia), Ucraïna, Romania, Bulgària, Grècia i Kazakhstan | |
| Categoria 6 | 82                         | Carelià                         | 140.000             | Finlàndia (Carèlia), Federació Russa (República de Carèlia i Óblast de Leningrad) | |
| Categoria 6 | 83                         | Daguestaneses                   | 140.000             | Federació Russa (Daguestan), Azerbaidjan i Geòrgia | |
| Categoria 6 | 84                         | septentrional-ibèric-occidental | 120.000             | "sense territori": a Espanya, França i Portugal | |
| Categoria 6 | 85                         | Cors                            | 100.000             | França (Còrsega) i Itàlia (Sardenya) | |
| Categoria 6 | 86                         | Lak                             | 100.000             | Federació Russa (Daguestan) | |
| Categoria 6 | 87                         | Abkhaz                          | 80.000              | Geòrgia (Abkhàsia) i Turquia | |
| Categoria 6 | 88                         | Francoprovençal                 | 77.000              | Itàlia (vall d'Aosta) i França (Alta Savoia, Savoia, Franc Comtat, Charolais, Beaujolais, Bugey, Delfinat, Forez, Mâconès, Bresse, Lionès, Dombes i Borgonya), Suïssa (Ginebra, Vaud, Neuchâtel i Jura)                              | |
| Categoria 6 | 89                         | Tabassaran                      | 75.000              | Federació Russa (Daguestan) | |
| Categoria 7 | 90                         | Sòrab                           | 70.000              | Alemanya (Brandenburg i Saxònia) | |
| Categoria 7 | 91                         | Escocès                         | 60.000              | Regne Unit (Escòcia) | |
| Categoria 7 | 92                         | Alt sòrab                       | 55.000              | Alemanya (Saxònia) | |
| Categoria 7 | 93                         | Feroès                          | 46.000              | Dinamarca (Illes Fèroe) | |
| Categoria 7 | 94                         | Andi                            | 40.000              | Federació Russa (Daguestan) | |
| Categoria 7 | 95                         | Ladí                            | 38.000              | Itàlia (Trentí-Tirol del Sud) | |
| Categoria 7 | 96                         | Romanx                          | 35.000              | Suïssa (Grisons) | |
| Categoria 7 | 97                         | Nenets                          | 33.000              | Federació Russa (Nenètsia, Komi) | |
| Categoria 7 | 98                         | Sami                            | 30.000              | Finlàndia (Enontekyö, Inari i altres), Noruega (Finnmark), Suècia (Kiruna, Gällivare i Lappland) i Rússia (península de Kola) | |
| Categoria 7 | 99                         | Rutè                            | 25.000              | Croàcia, Eslovàquia, Romania, Sèrbia (Vojvodina) | |
| Categoria 7 | 100                        | Rútul                           | 15.000              | Federació Russa (Daguestan) | |
| Categoria 7 | 101                        | Baix sòrab                      | 15.000              | Alemanya (Brandenburg) | |
| Categoria 7 | 102                        | Agul                            | 12.000              | Federació Russa (Daguestan) | |
| Categoria 7 | 103                        | Tsakhur                         | 11.000              | Federació Russa (Daguestan) | |
| Categoria 7 | 104                        | Aragonès                        | 10.000              | Espanya (nord d'Aragó) | |
| Categoria 8 | 105                        | septentrional-kalo-finès        | 8.000               | "sense territori": a Finlàndia i Suècia | |
| Categoria 8 | 106                        | Tsez                            | 7.000               | Federació Russa (Daguestan) | |
| Categoria 8 | 107                        | Karata                          | 6.000               | Federació Russa (Daguestan) | |
| Categoria 8 | 108                        | Krytsi                          | 6.000               | Azerbaidjan i Federació Russa (Daguestan) | |
| Categoria 8 | 109                        | Vepse                           | 5.800               | Federació Russa (República de Carèlia, Sant Petersburg i Óblast de Vologda) | |
| Categoria 8 | 110                        | Akhvakh                         | 5.000               | Federació Russa (Daguestan) | |
| Categoria 8 | 111                        | Tindi                           | 5.000               | Federació Russa (Daguestan) | |
| Categoria 8 | 112                        | Bagval                          | 4.000               | Federació Russa (Daguestan) | |
| Categoria 8 | 113                        | Txamalal                        | 4.000               | Federació Russa (Daguestan) | |
| Categoria 8 | 114                        | Udin                            | 3.500               | Azerbaidjan i Geòrgia | |
| Categoria 8 | 115                        | Còrnic                          | 3.500               | Cornualla (Gran Bretanya) | |
| Categoria 8 | 116                        | Batsi                           | 3.400               | Geòrgia | |
| Categoria 8 | 117                        | Botlij                          | 3.000               | Federació Russa (Daguestan) | |
| Categoria 8 | 118                        | Caixubi                         | 3.000               | Polònia (Vístula, Gdansk i Gdynia) | |
| Categoria 8 | 119                        | Bezthi                          | 2.500               | Federació Russa (Daguestan) | |
| Categoria 8 | 120                        | Godoberi                        | 2.500               | Federació Russa (Daguestan) | |
| Categoria 8 | 121                        | Khvarsa                         | 2.000               | Federació Russa (Daguestan) | |
| Categoria 8 | 122                        | Manx                            | 2.000               | Illa de Man (Dependència de la corona britànica) | |
| Categoria 8 | 123                        | Khinalugh                       | 1.500               | Azerbaidjan | |
| Categoria 8 | 124                        | Artxi                           | 1.000               | Federació Russa (Daguestan) | |
| Categoria 8 | 125                        | Budukh                          | 1.000               | Azerbaidjan | |
| Categoria 9 | 126                        | Gunzib                          | 600                 | Federació Russa (Daguestan) | |
| Categoria 9 | 127                        | Ginukh                          | 350                 | Federació Russa (Daguestan) | |
| Categoria 9 | 128                        | Livonià                         | 10                  | en extinció a Letònia i Estònia | |
| Categoria 9 | 129                        | central                         | ?                   | "sense territori": a Hongria, Polònia, Eslovàquia, Ucraïna, Romania, Sèrbia, Moràvia, República Txeca i Àustria | |
| Categoria 9 | 130                        | septentrional-gal·lès           | ?                   | "sense territori": a Regne Unit | |

|  | Llengües majoritàries (No fa falta cap protecció ni control de la seva evolució)                     |
|  | Llengües mitjanes (No fa falta cap protecció, però si un control de la seva evolució)                |
|  | Llengües minoritàries (Falta un mínim de protecció i el control de la seva evolució)                 |
|  | Llengües minoritzades (Falta mesures urgents per la seva protecció i un control de la seva evolució) |

## Llengües europees minoritàries
Les llengües europees minoritàries són aquelles llengües que es parlen en algun territori europeu i que tenen menys de 25.000.000 parlant en tot el món. La gran majoria d'aquestes llengües se solen parlar dins d'un territori europeu, però n'hi algunes que també es poden parlar forra del territori europeu.
|    | Categories de les llengües | Posició | Idioma                          | Estimació de llengua materna a Europa |
| -- | -------------------------- | ------- | ------------------------------- | ------------------------------------- |
| B1 | Categoria A                | 1       | Neerlandès                      | 22.000.000                            |
| B1 | Categoria A                | 2       | Galaicoportuguès                | 14.500.000                            |
| B1 | Categoria A                | 3       | Hongarès                        | 13.000.000                            |
| B1 | Categoria A                | 4       | Grec                            | 12.000.000                            |
| B1 | Categoria A                | 5       | Serbi                           | 11.000.000                            |
| B1 | Categoria A                | 6       | Búlgar                          | 10.000.000                            |
| B1 | Categoria A                | 7       | Txec                            | 10.000.000                            |
| B2 | Categoria B                | 8       | Català                          | 9.400.000                             |
| B2 | Categoria B                | 9       | Belarús                         | 9.000.000                             |
| B2 | Categoria B                | 10      | Suec                            | 9.000.000                             |
| B2 | Categoria B                | 11      | Baix alemany                    | 7.000.000                             |
| B2 | Categoria B                | 12      | Croat                           | 7.000.000                             |
| B2 | Categoria B                | 13      | Danès                           | 5.500.000                             |
| B2 | Categoria B                | 14      | Finès                           | 5.500.000                             |
| B2 | Categoria B                | 15      | Eslovac                         | 5.000.000                             |
| B2 | Categoria B                | 16      | Noruec                          | 5.000.000                             |
| B2 | Categoria C                | 17      | Albanès                         | 4.300.000                             |
| B2 | Categoria C                | 18      | Romaní                          | 4.300.000                             |
| B2 | Categoria C                | 19      | Lituà                           | 4.000.000                             |
| B2 | Categoria C                | 20      | Ídix                            | 3.000.000                             |
| B2 | Categoria C                | 21      | Bosnià                          | 2.500.000                             |
| B2 | Categoria C                | 22      | Gallec                          | 2.500.000                             |
| B2 | Categoria C                | 23      | Letó                            | 2.500.000                             |
| B2 | Categoria C                | 24      | Eslovè                          | 2.200.000                             |
| B2 | Categoria C                | 25      | Macedònic                       | 2.000.000                             |
| B2 | Categoria C                | 26      | Occità                          | 1.900.000                             |
| B2 | Categoria C                | 27      | Sard                            | 1.600.000                             |
| B2 | Categoria C                | 28      | Escocès                         | 1.500.000                             |
| B2 | Categoria C                | 29      | Romaní vàlac                    | 1.500.000                             |
| B2 | Categoria C                | 30      | Estonià                         | 1.100.000                             |
| B2 | Categoria C                | 31      | balcànic                        | 1.000.000                             |
| B3 | Categoria D                | 32      | septentrional-bàltic            | 850.000                               |
| B3 | Categoria D                | 33      | Friülà                          | 600.000                               |
| B3 | Categoria D                | 34      | Gal·lès                         | 600.000                               |
| B3 | Categoria D                | 35      | Mari                            | 600.000                               |
| B3 | Categoria D                | 36      | Udmurt                          | 550.000                               |
| B3 | Categoria D                | 37      | Èuscar                          | 500.000                               |
| B3 | Categoria D                | 38      | Frisó                           | 500.000                               |
| B3 | Categoria D                | 39      | Irlandès                        | 355.000                               |
| B3 | Categoria D                | 40      | Maltès                          | 330.000                               |
| B3 | Categoria D                | 41      | Gaèlic                          | 322.000                               |
| B3 | Categoria D                | 42      | Bretó                           | 300.000                               |
| B3 | Categoria D                | 43      | Islandès                        | 300.000                               |
| B3 | Categoria D                | 44      | Luxemburguès                    | 300.000                               |
| B3 | Categoria D                | 45      | septentrional-càrpat            | 241.000                               |
| B3 | Categoria D                | 46      | septentrional-anglosaxó         | 220.000                               |
| B3 | Categoria D                | 47      | septentrional-sinte             | 200.000                               |
| B3 | Categoria E                | 48      | Asturlleonès                    | 165.000                               |
| B3 | Categoria E                | 49      | meänkieli                       | 150.000                               |
| B3 | Categoria E                | 50      | Gagaús                          | 150.000                               |
| B3 | Categoria E                | 51      | Carelià                         | 140.000                               |
| B3 | Categoria E                | 52      | septentrional-ibèric-occidental | 120.000                               |
| B3 | Categoria E                | 53      | Cors                            | 100.000                               |
| B3 | Categoria E                | 54      | Francoprovençal                 | 77.000                                |
| B3 | Categoria F                | 55      | Sòrab                           | 70.000                                |
| B3 | Categoria F                | 56      | Escocès                         | 60.000                                |
| B3 | Categoria F                | 57      | Alt sòrab                       | 55.000                                |
| B3 | Categoria F                | 58      | Feroès                          | 46.000                                |
| B3 | Categoria F                | 59      | Ladí                            | 38.000                                |
| B3 | Categoria F                | 60      | Romanx                          | 35.000                                |
| B3 | Categoria F                | 62      | Sami                            | 30.000                                |
| B3 | Categoria F                | 62      | Rutè                            | 25.000                                |
| B3 | Categoria F                | 63      | Baix sòrab                      | 15.000                                |
| B3 | Categoria F                | 64      | Aragonès                        | 10.000                                |
| B3 | Categoria G                | 65      | septentrional-kalo-finès        | 8.000                                 |
| B3 | Categoria G                | 66      | Còrnic                          | 3.500                                 |
| B3 | Categoria G                | 67      | Caixubi                         | 3.000                                 |
| B3 | Categoria G                | 68      | Manx                            | 2.000                                 |
| B3 | Categoria H                | 69      | Livonià                         | 10                                    |
| B3 | Categoria H                | 70      | central                         | ?                                     |
| B3 | Categoria H                | 71      | septentrional-gal·lès           | ?                                     |

## Categorització de les llengües als estats europeus

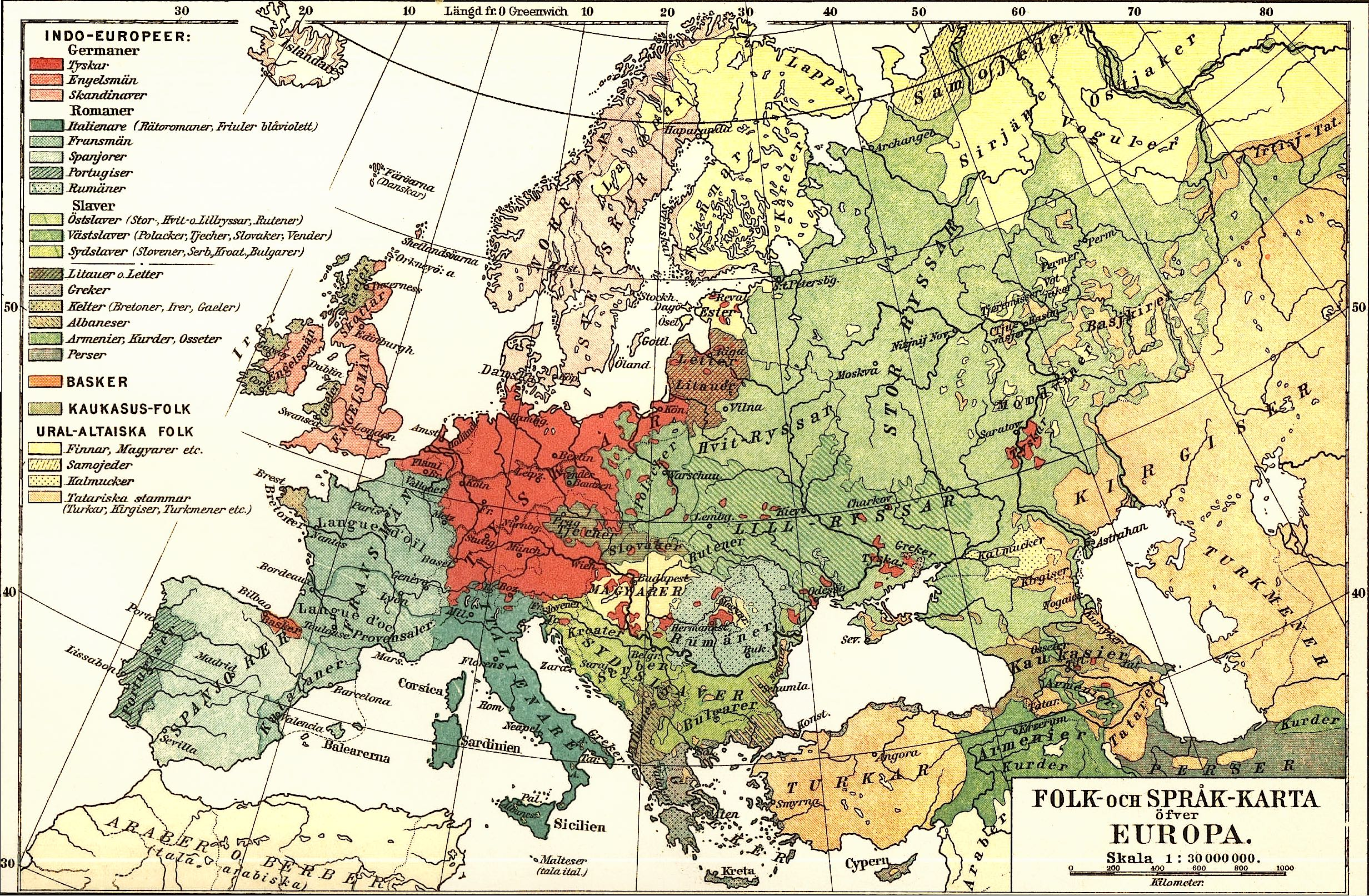
Mapa lingüístic europeu el 1907

A trenta-dos estats europeus es realitza una declaració lingüística a les seves constitucions.
En cap dels casos es defineix que és oficial, estatal, nacional o de la república, que serien termes equiparables:
- Llengua oficial: d'aquesta forma està categoritzat en vint-i-quatre estats: Albània (art. 14), Àustria (art. 8), Andorra (art. 2), Belarús (art. 17), Bulgària (art. 3), Xipre (art. 3), Croàcia (art. 12), Eslovènia (art. 11), Eslovàquia (art. 6), Espanya (art. 3), Estònia (art. 6), República d'Irlanda (art. 8), Letònia (art. 4), Liechtenstein (art. 6), Macedònia del Nord (art. 7), República de Malta (art. 5), Montenegro (art. 9),[51] Mònaco (art. 8), Portugal (art. 11), Polònia (art. 27), Romania (art. 13), Suïssa (art. 116), Sèrbia[52] i Turquia (art. 3).
- Llengua estatal o d'estat: descrita d'aquesta forma en sis constitucions: Armènia (art. 12), Azerbaidjan (art. 21), Geòrgia (art. 8), Lituània (art. 14), Rússia (art. 68) i Ucraïna (art. 10).
- Llengua nacional: aquesta fórmula, l'empren sis constitucions: Finlàndia (art.17), Moldàvia (art. 13), República d'Irlanda (art. 8), Liechtenstein (art. 6), República de Malta (art. 5) i Suïssa (art.4). Aquests quatre últims països la utilitzen en afegiment de la fórmula de llengua oficial. Aquest terme també l'utilitza Luxemburg en la seva Llei sobre llengües de 1984. Igualment, apareix en l'article 138 de la constitució d'Ucraïna en referir-se a les competències de la República autònoma de Crimea.
- Llengua de la república: és la fórmula emprada per França (art. 2).
- Llengua principal: en les lleis que regulen les autonomies de les illes Fèroe i Groenlàndia pertanyents a Dinamarca, pel que fa a les seves llengües.
- Llengua pròpia: és utilitzat en algunes de les comunitats autònomes d'Espanya en el seu àmbit, com en la Comunitat Autònoma del País Basc, Comunitat Foral de Navarra, Catalunya, Galícia, País Valencià, Illes Balears i Aragó.
- Llengua equiparada: aquí s'inclouen diferents formulacions per donar el mateix reconeixement a una altra llengua, donant, indirectament, un reconeixement oficial:
  - Belarús: (art. 17.2) de la seva constitució que equipara el règim jurídic del rus al de l'idioma oficial.
  - País de Gal·les: en la seva Llei de 1998 (art. 47) que equipara l'estatut jurídic del gal·lès amb el de la llengua anglesa.
  - Trentí-Tirol del Sud: en aquesta regió d'Itàlia en el seu Estatut especial (art. 99), que estableix que l'alemany serà "parificat" a l'italià a la província de Bozen.
  - Vall d'Aosta en el seu Estatut d'Autonomia (art 38.1), que dona paritat a la llengua francesa i la llengua italiana.
- Llengua de relació interètnica: aquesta denominació la dona la constitució de la República autònoma de Crimea respecte a la llengua russa. Va ser utilitzada fins a 1996, en l'anterior constitució de Belarús també amb el rus. Es tracta d'una fórmula molt utilitzada en l'antiga Unió Soviètica que privilegiava la russa. Avui és un concepte pràcticament bandejat.
- Llengua de la població autòctona: és utilitzat a Letònia en la Llei de Llengües pel que fa al gairebé extingit livonià. L'escassa existència de pobles indígenes a Europa fa que no s'emprin termes similars. La constitució de Finlàndia, que reconeix el poble indígena sami (art. 17.3), no l'utilitza.
- Altres declaracions expresses indirectes: a Bèlgica la constitució reconeix l'existència de tres regions lingüístiques en el seu article 4, donant de manera indirecta oficialitat al francès, neerlandès i alemany en cada zona.[53]

Considerant que de manera indirecta la constitució belga les estableix, hi ha setze estats europeus en què llurs constitucions no fan referència a la seva llengua, aquests són Alemanya, Bòsnia i Hercegovina, Dinamarca, Grècia, Hongria, Itàlia, Luxemburg, Islàndia, Noruega, Vaticà, San Marino, República Txeca, Països Baixos i Regne Unit. Encara que algun d'aquests sí que inclouen disposicions de rellevància respecte de les llengües i en la majoria de facto resulta oficial en tot el territori d'alguns d'aquests: Alemanya (alemany), Dinamarca (danès), Grècia (grec), Hongria (hongarès), Itàlia (italià), Islàndia (islandès), Vaticà (italià), San Marino (italià), República Txeca (txec), Països Baixos (neerlandès), Regne Unit (anglès) i Suècia (suec).
Un estudi de la Unió Europea les categoritza de les següents maneres:
- Llengua estatal: llengua amb estatus oficial a tot l'estat.
- Llengua oficial: llengua oficial (ús administratiu i legal) a una part d'un estat.
- Llengua regional/minoritària: Llengua utilitzada tradicionalment per una part d'un estat que no siga cap d'aquestes tres coses: llengua migrant, creada artificialment o simplement un dialecte.
- Llengua no indígena: llengua utilitzada per comunitats immigrants.
- Llengua oficial de la Unió Europea
- Llengua estrangera: llengua utilitzada per un resident que no siga la seua llengua materna, fins i tot si és la llengua estatal del país on resideix.

## Coneixement de llengües a Europa
Les llengües àmpliament més emprades com a primera i segona llengua a Europa són l'anglès i el francès (llengües cooficials del Consell d'Europa), l'alemany i el rus. Els estats relativament petits (com Luxemburg, Països Baixos i Eslovènia) tenen lleugerament un millor coneixement de llengües estrangeres mentre que Regne Unit, Irlanda i Europa del Sud tenen un domini més moderat de les llengües estrangeres.
L'espanyol té 64 milions d'usuaris si es consideren els parlants tant en primera llengua com en segona llengua. Anàlogament, el català ascendeix a 9.100.000 parlants i el gallec a 3.200.000 en incloure usuaris com a primera i segona llengua.
Producte de la migració també existeixen milions d'arabòfons distribuïts principalment als països euromediterranis i a les majors metròpolis europees.
La taula següent mostra alguns dels idiomes més parlats en la Unió Europea:

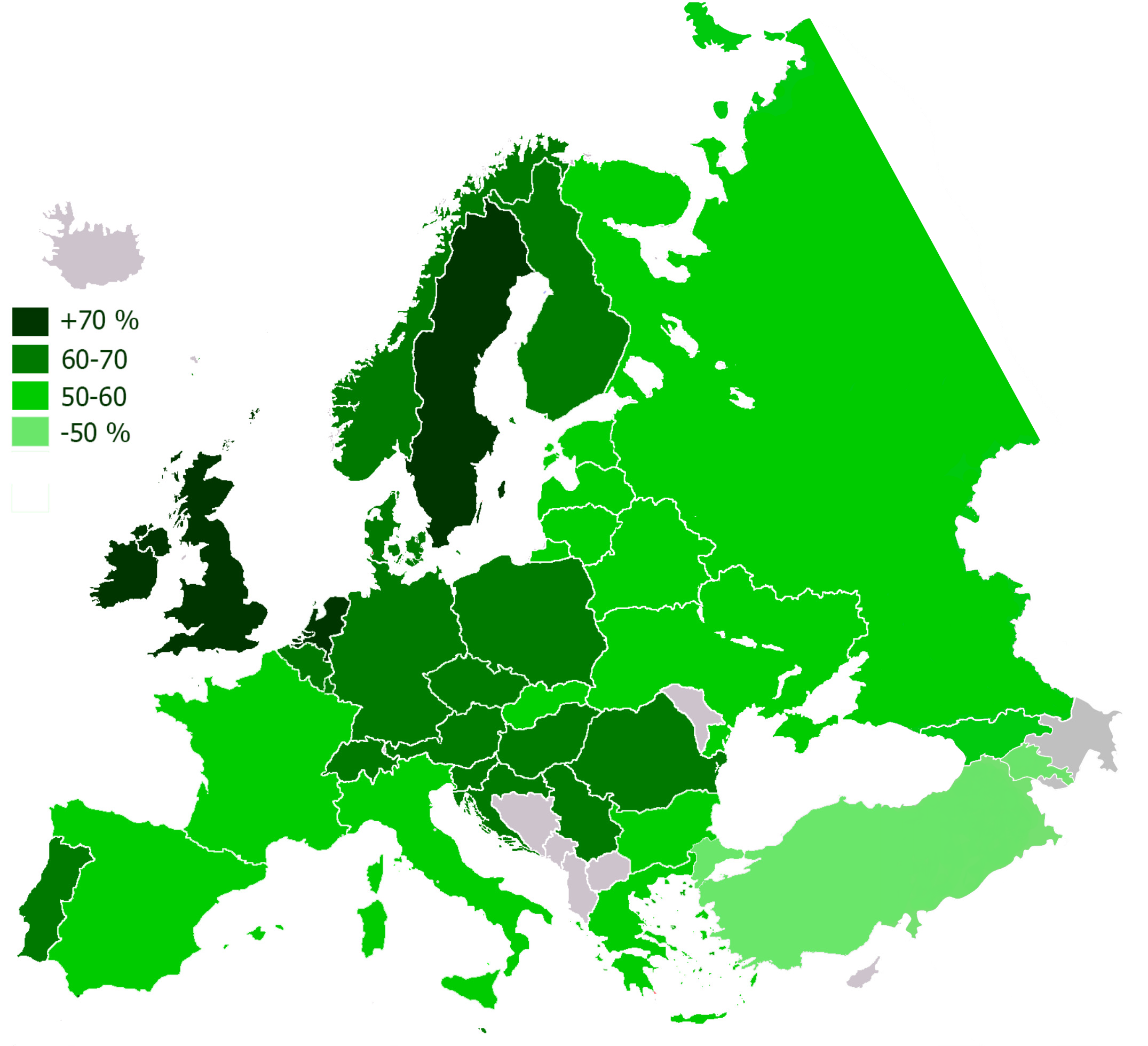
Coneixement de l'anglès
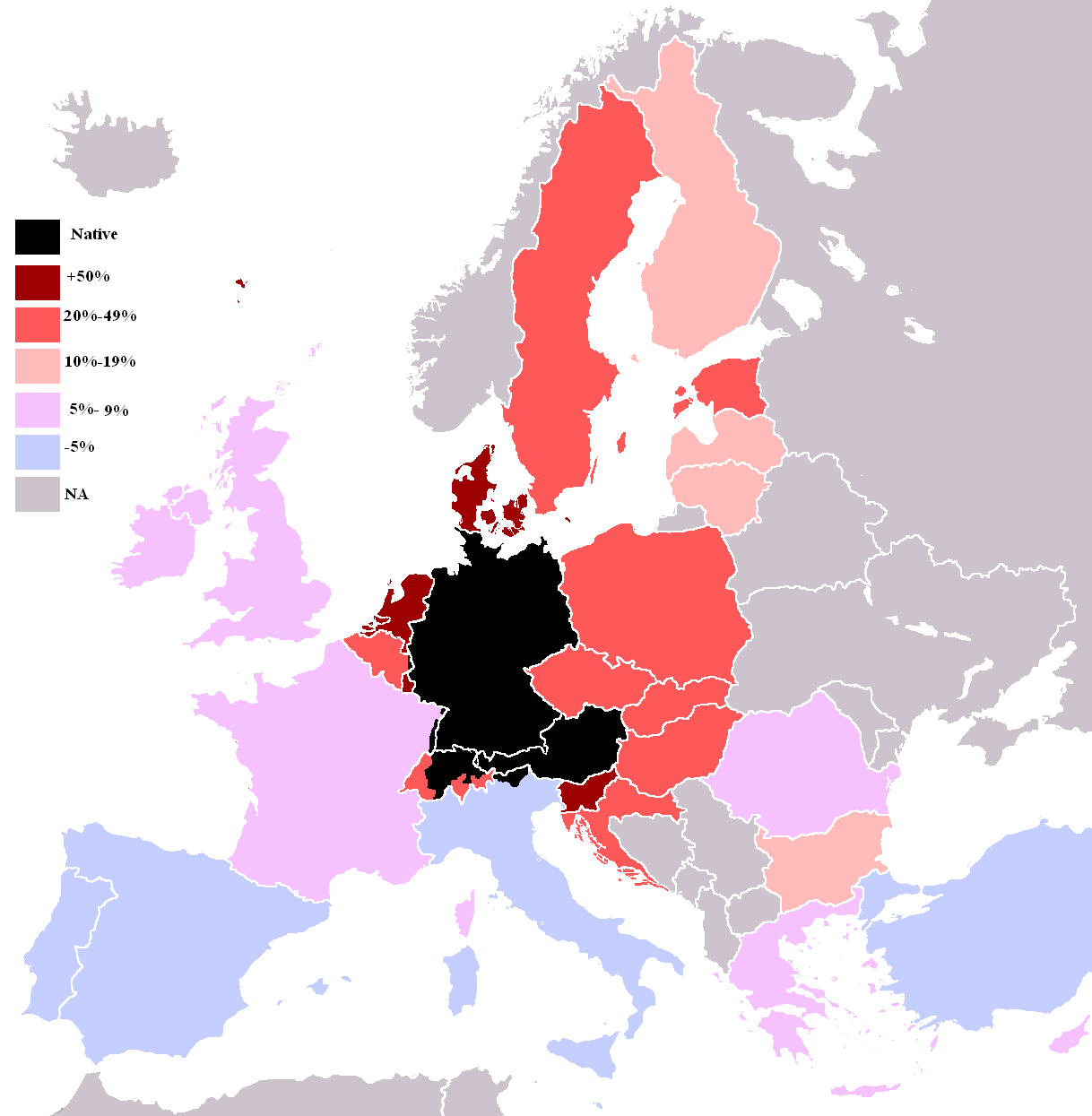
Coneixement de l'alemany
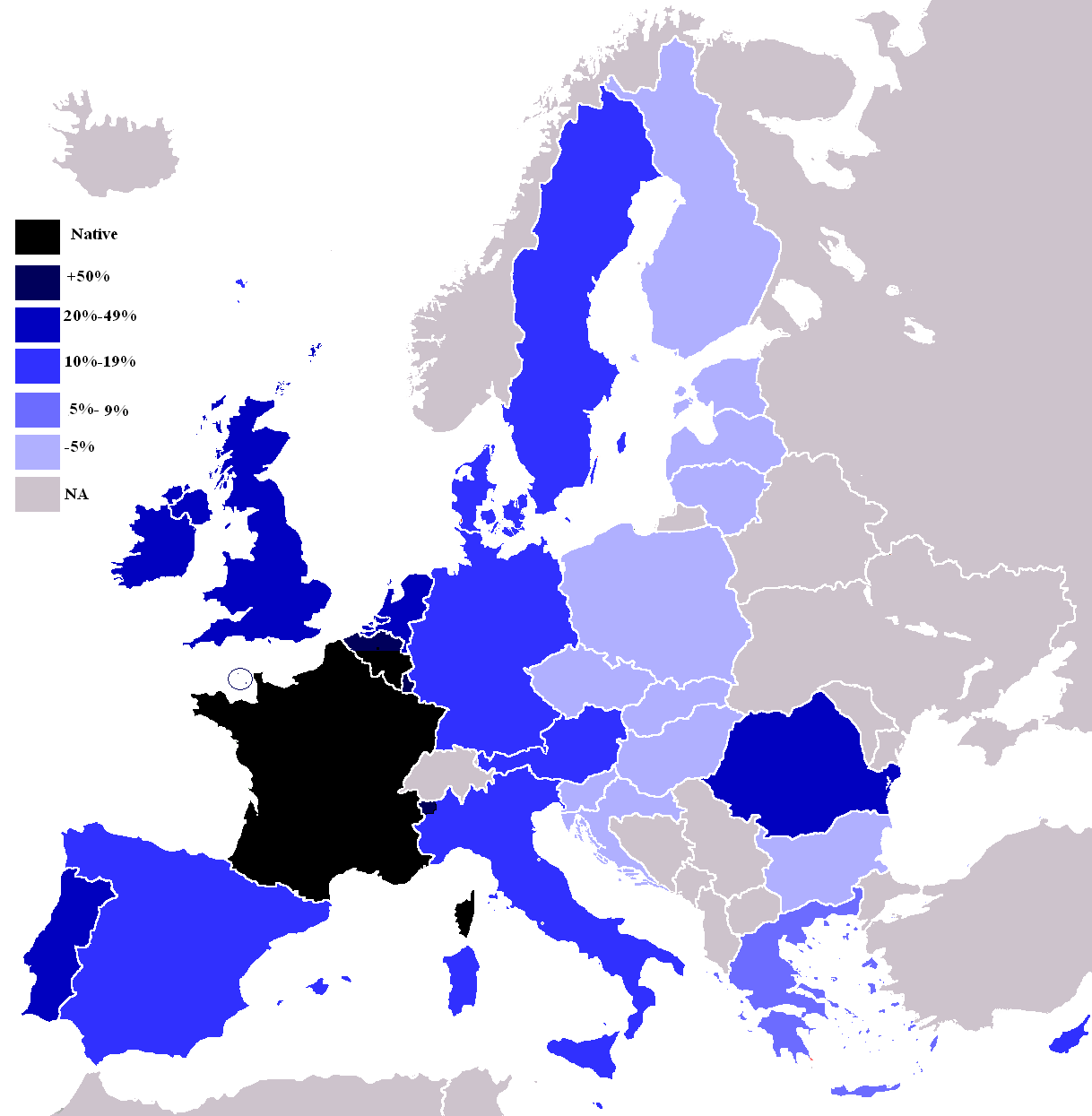
Coneixement del francès
Coneixement de l'italià
Coneixement de l'espanyol
Coneixement del rus
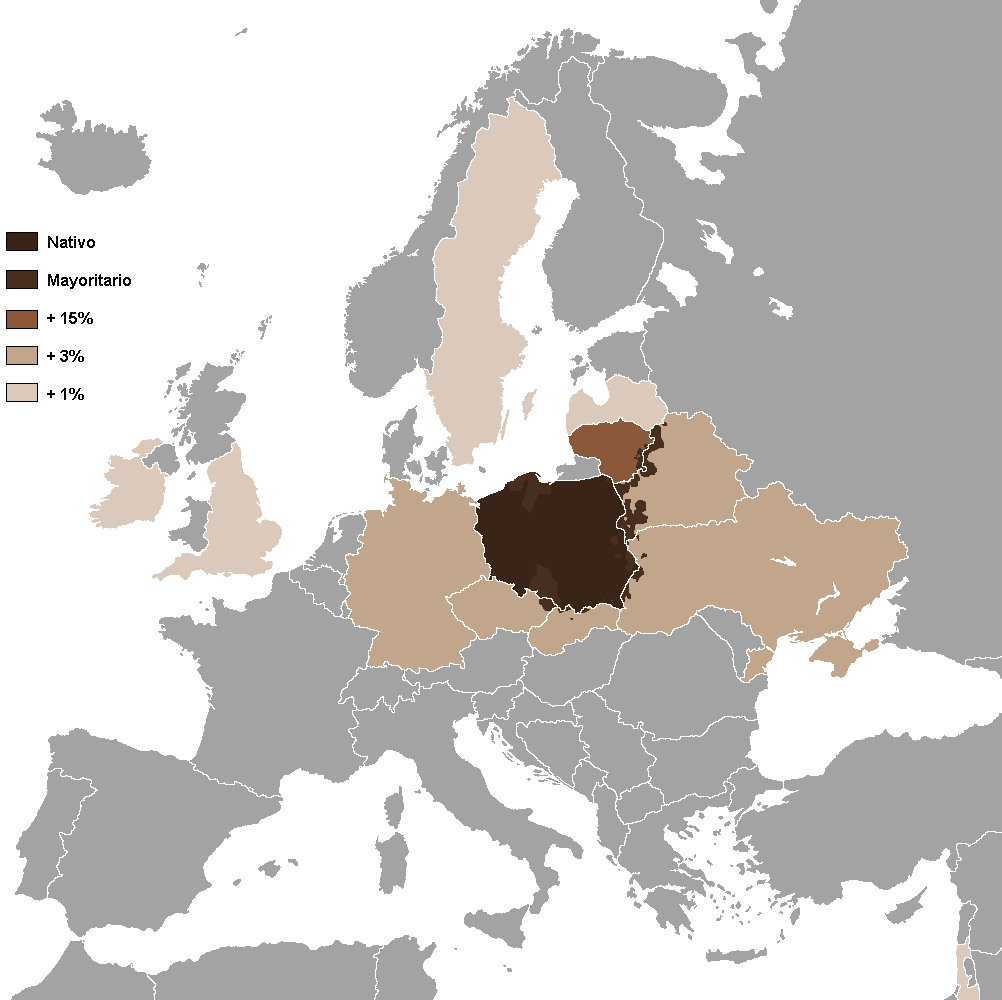
Coneixement del polonès
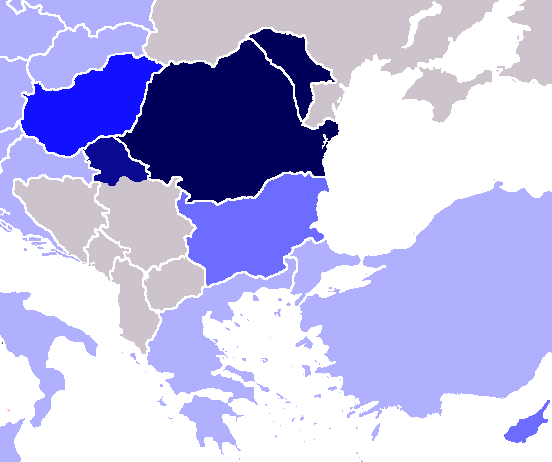
Coneixement del romanès